# Jennings Grenades FC
Jennings Grenades FC (vanwege sponsorbelangen ook Bargain Motors Grenades FC) is een voetbalclub uit Antigua en Barbuda. De club komt uit de nederzetting Jennings, maar speelt net als elke club op de eilanden in het nationale stadion, de Antigua Recreation Ground.
De club is niet te verwarren met Jennings United FC, een andere voetbalclub afkomstig uit Jennings. 

## Erelijst
First Division
Runner-up: 2012/13